# Nacaduba biocellata
Espèce

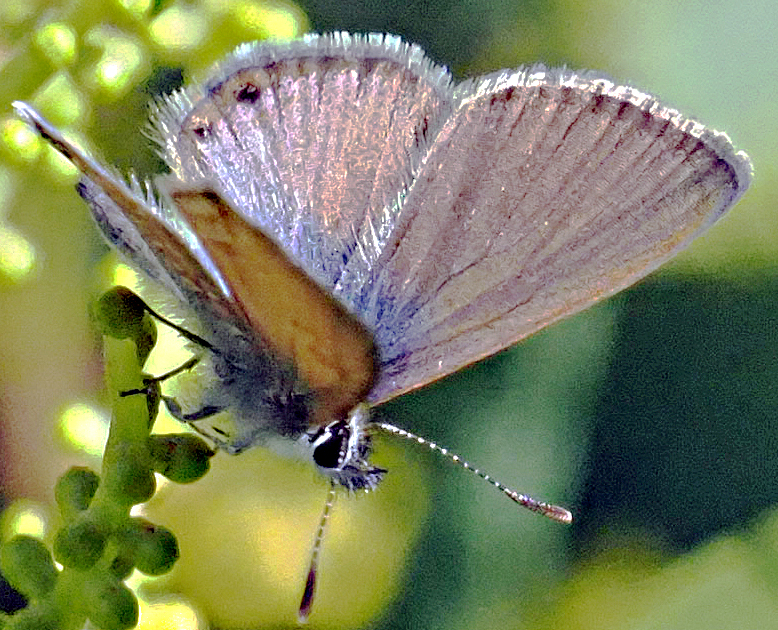
Nacaduba biocellata armillata mâle posé (Nouvelle Calédonie)

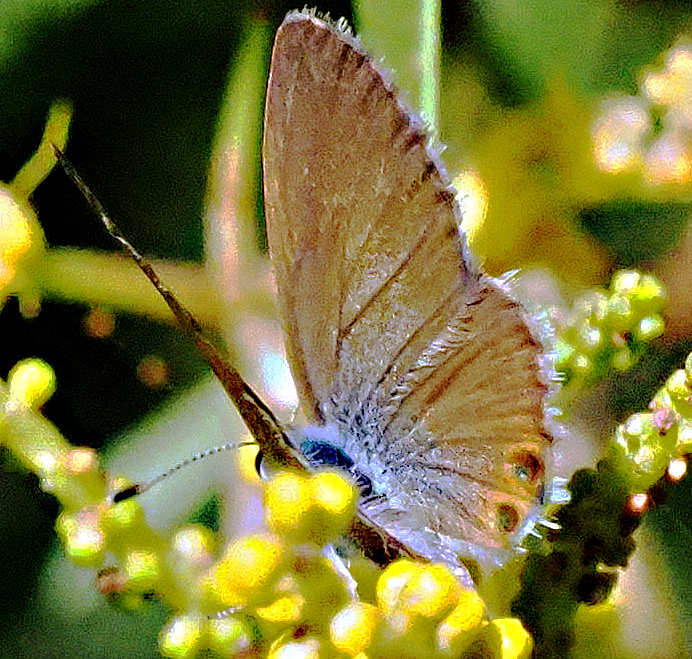
Nacaduba biocellata armillata femelle posée (Nouvelle Calédonie)

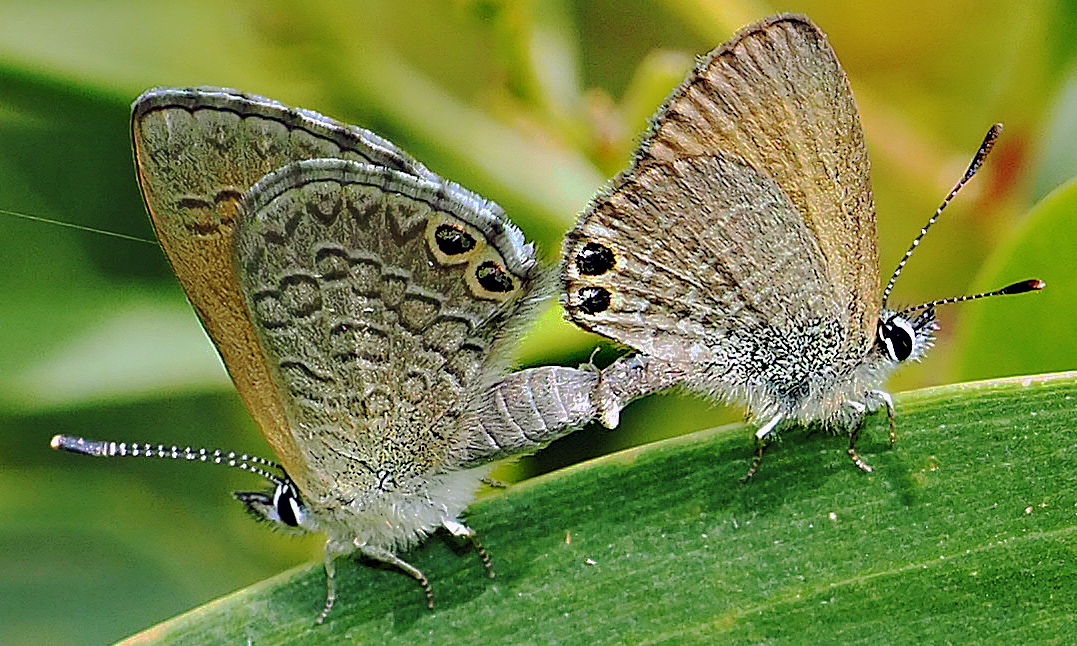
Nacaduba biocellata armillata accouplement (Nouvelle Calédonie)

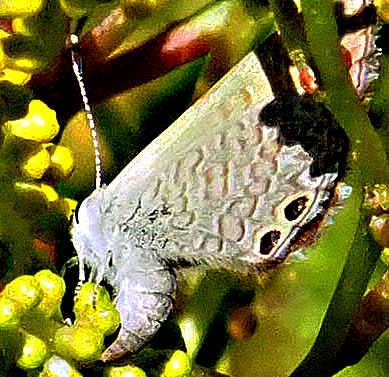
Nacaduba biocellata armillata femelle pondant sur bourgeon d'Acacia spirorbis (Nouvelle Calédonie)

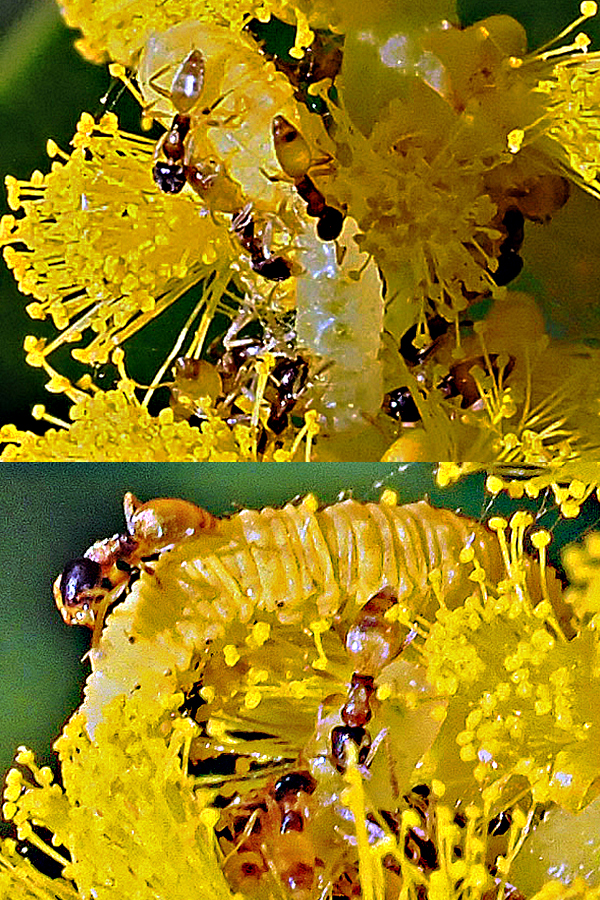
Nacaduba biocellata armillata myrmécophilie, la fourmi est Tapinoma melanocephalum (Nouvelle Calédonie)

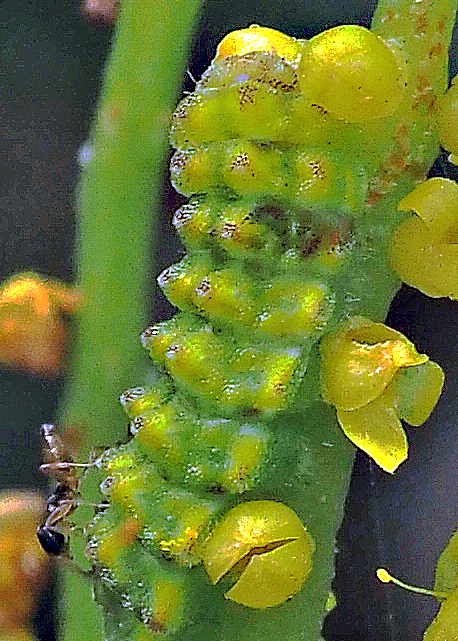
Nacaduba biocellata armillata chenille, la fourmi qui prélève le miellat exsudé par les glandes nectarifères est Tapinoma melanocephalum (Nouvelle Calédonie)

Nacaduba biocellata est une espèce d'insectes lépidoptères (papillons) de la famille des Lycaenidae, de la sous-famille des Polyommatinae et du genre Nacaduba.

## Dénomination
Nacaduba biocellata a été nommé par Cajetan Freiherr von Felder et Rudolf Felder en 1865.
Synonyme : Lycaena biocellata C. & R. Felder, [1865] ; Cupido adamapuncta Tepper, 1882.

### Nom vernaculaire
Nacaduba biocellata biocellata se nomme en anglais Double-spotted Line Blue.

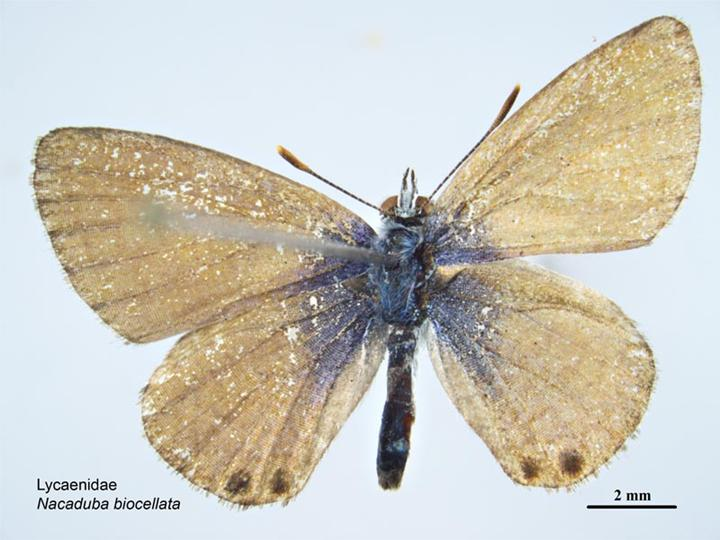
Nacaduba biocellata femelle.

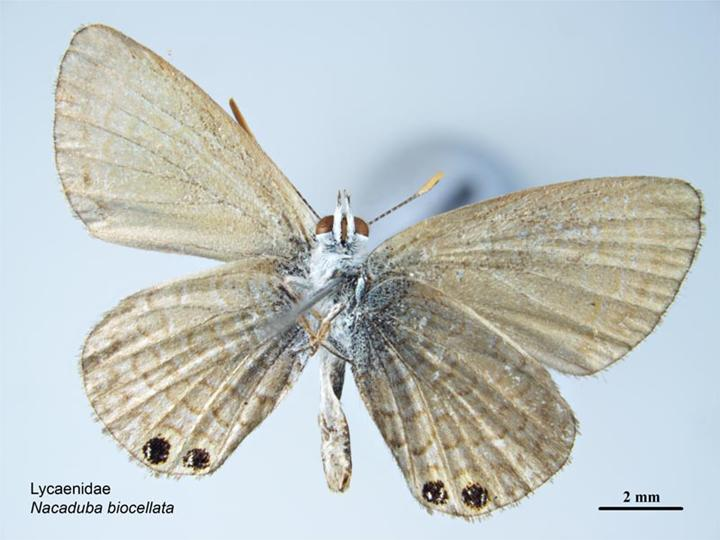
Nacaduba biocellata revers.

### Sous-espèces
- Nacaduba biocellata biocellata ; présent en Australie
- Nacaduba biocellata armillata (Butler, [1876]) ; présent au Vanuatu et en Nouvelle-Calédonie
- Nacaduba biocellata baliensis Tite, 1963 ; présent à Bali

## Description
C'est un petit papillon avec un dimorphisme sexuel. Le dessus des femelles d'un beige doré, celui des mâles est bleu avec une bordure marron beige.
Le revers est beige doré avec deux ocelles noirs sur chaque aile postérieure.

### Chenille
Leur couleur varie suivant les plantes hôtes ingérées.

## Biologie
Sa chenille est soignée par les fourmis Iridomyrmex purpureus et Iridomyrmex viridiaeneus. également par la fourmi fantôme Tapinoma melanocephalum (Fabricius, 1793) en Nouvelle Calédonie

### Plantes hôtes
Les plantes hôtes de sa chenille sont des Acacia, Acacia aneura, Acacia betchei, Acacia brachybotrya, Acacia deanei, Acacia erinaceae, Acacia irrorata, Acacia karroo, Acacia ligulata, Acacia osswaldii, Acacia penninervis, Acacia rigens, Acacia salicina, Acacia sclerophylla, Acacia sowdenii, Acacia spirorbis, Acacia victoriae.

## Écologie et distribution
Il est présent à Singapour, au Vanuatu, à Bali, en Australie, en Nouvelle-Calédonie,.
Plusieurs générations annuelles. Mâles et femelles se regroupent en nombre sur la plante hôte  accouplements et pontes se succèdent.

### Biotope
Il réside sur les zones arides à Acacias.

### Protection
Espèce commune sans statut de protection particulier.